# Área metropolitana de Elda - Petrel
El área urbana de Elda-Petrel o según el proyecto AUDES área urbana de Elda-Novelda, es un conjunto urbano situado en la cuenca media del río Vinalopó, en la provincia de Alicante, centrado en torno a la propia Conurbación Elda-Petrel, que conforma el quinto núcleo urbano más poblado de la Comunidad Valenciana. Esta ciudad hace las veces de polo de atracción económico, laboral y de servicios hacia otras poblaciones del entorno, que forman una pequeña red interconectada.
Con una densidad de 282,9 hab./km² engloba a un total de siete municipios, que abarcan una población de 167.486 habitantes (INE, 2009) distribuidos en 591,9 km². 
| Ciudad           | Comarca        | Población (hab) (INE 2009) | Extensión km² | Densidad hab/km² |
| ---------------- | -------------- | -------------------------- | ------------- | ---------------- |
| Elda             | Medio Vinalopó | 55.168                     | 45,8          | 1.204,5          |
| Petrel           | Medio Vinalopó | 34.523                     | 104,2         | 331,3            |
| Novelda          | Medio Vinalopó | 27.135                     | 75,7          | 358,4            |
| Aspe             | Medio Vinalopó | 20.180                     | 70,9          | 284,6            |
| Monóvar          | Medio Vinalopó | 13.060                     | 152,4         | 85,7             |
| Sax              | Alto Vinalopó  | 10.054                     | 63,5          | 158,3            |
| Monforte del Cid | Medio Vinalopó | 7.366                      | 79,5          | 92,6             |
| Total            | —              | 167.486                    | 591,9         | 282,9            |